# Villiers-sous-Grez
Villiers-sous-Grez è un comune francese di 781 abitanti situato nel dipartimento di Senna e Marna nella regione dell'Île-de-France.

## Società

### Evoluzione demografica
Abitanti censiti